# Arrhyton taeniatum
Espèce
Statut de conservation UICN

 LC  : Préoccupation mineure
Arrhyton taeniatum est une espèce de serpents de la famille des Dipsadidae.

## Répartition
Cette espèce est endémique de Cuba. 

## Publication originale
- Günther, 1858 : Catalogue of Colubrine Snakes in the Collection of the British Museum, London, p. 1-281 (texte intégral).